# Еластаза нейтрофілів
ELANE (англ. Elastase, neutrophil expressed) – білок, який кодується однойменним геном, розташованим у людей на короткому плечі 19-ї хромосоми. Довжина поліпептидного ланцюга білка становить 267 амінокислот, а молекулярна маса — 28 518.
| 10         |  | 20         |  | 30         |  | 40         |  | 50         |
| ---------- |  | ---------- |  | ---------- |  | ---------- |  | ---------- |
| MTLGRRLACL |  | FLACVLPALL |  | LGGTALASEI |  | VGGRRARPHA |  | WPFMVSLQLR |
| GGHFCGATLI |  | APNFVMSAAH |  | CVANVNVRAV |  | RVVLGAHNLS |  | RREPTRQVFA |
| VQRIFENGYD |  | PVNLLNDIVI |  | LQLNGSATIN |  | ANVQVAQLPA |  | QGRRLGNGVQ |
| CLAMGWGLLG |  | RNRGIASVLQ |  | ELNVTVVTSL |  | CRRSNVCTLV |  | RGRQAGVCFG |
| DSGSPLVCNG |  | LIHGIASFVR |  | GGCASGLYPD |  | AFAPVAQFVN |  | WIDSIIQRSE |
| DNPCPHPRDP |  | DPASRTH    |  |            |  |            |  |            |

A: Аланін

C: Цистеїн

D: Аспарагінова кислота

E: Глутамінова кислота

F: Фенілаланін

G: Гліцин

H: Гістидин

I: Ізолейцин

L: Лейцин

M: Метіонін

N: Аспарагін

P: Пролін

Q: Глутамін

R: Аргінін

S: Серин

T: Треонін

V: Валін

W: Триптофан

Кодований геном білок за функціями належить до гідролаз, протеаз, серинових протеаз. 